# Litoria gracilenta
Litoria gracilenta är en groddjursart som först beskrevs av Peters 1869.  Litoria gracilenta ingår i släktet Litoria och familjen lövgrodor. IUCN kategoriserar arten globalt som livskraftig. Inga underarter finns listade i Catalogue of Life.